# Lekkersing
Lekkersing is een dorpje gelegen in de gemeente Richtersveld in de regio Namakwaland in de Zuid-Afrikaanse provincie Noord-Kaap. het is via de regionale weg R 382 60 km oostelijk naar Port Nolloth. Via de binnenwegen is het 88 km noordwaarts naar Kuboes en 50 km noordoostwaarts naar Eksteenfontein.
Het dorpje ligt genesteld tussen de bergen van het Richtersveld. De hoogste in het gebied gemeten temperatuur bedraagt 53°C. Het gebied is erg droog en de gemiddelde neerslag bedraagt slechts 50 mm per jaar en het grondwater is bovendien brak. In het dorpje zijn weinig voorzieningen zoals winkels of een benzinestation, aanwezig, maar er is wel een lagere school en plaatselijk kantoor van de gemeente Richtersveld.

## Lokale economie
De voornaamste landbouwactiviteit is het houden van geiten. De steenberg "Mynhope" is het gevolg van de kwartsietmijn, die in 1964 begonnen is. Rode en goudkleurige plavuizen worden wereldwijd verscheept. Sinds 1989 schept een "Gemeenskapsontwikkelingsprojek" werk en het verschaft groente, vruchten en kruiden aan de inwoners. Het toerisme begint steeds meer bij te dragen aan de lokale economie.

## Geschiedenis
Het plaatsje is in 1926 gesticht door Ryk Jasper Cloete.  Er bestaat onzekerheid over hoe het aan zijn naam is gekomen. In de traditionele overleveringen van de Nama's, die hier nog sterk worden gehandhaafd, bestaan er wel verhalen over de naamgeving.

## Natuur en Nationaal park Richtersveld
Richtersveld is een zeer dun bevolkt gebied dat grenst aan Namibië. Het wordt in het noorden begrensd door de Oranjerivier en in het westen door de Atlantische Oceaan. Slechts enkele honderden mensen leven in het bergachtige noordoosten van het gebied. Het noordelijkste deel van de gemeente wordt gevormd door het Nationaal park Richtersveld, dat sinds 2003 samen met Namibië als transnationaal park wordt bestuurd. Ten zuiden van dit nationale park bevindt zich het gebied dat sinds 2000 onder de naam Richtersveld Community Conservancy bescherming geniet en in 2007 is erkend door de UNESCO als werelderfgoed. 
Aan de grenzen van het gebied liggen de dorpen Kuboes, Lekkersing en Eksteenfontein. Het eigendom van zowel het nationale park als van de Community Conservancy ligt bij een Community Property Association van de daar levende Nama en Bosluis-Basters.